# همه‌پرسی قانون اساسی جمهوری قره‌باغ کوهستانی (۲۰۰۶)
همه‌پرسی قانون اساسی جمهوری قره‌باغ کوهستانی در روز ۱۰ دسامبر ۲۰۰۶ در کشور به رسمیت شناخته نشدهٔ قره‌باغ کوهستانی برای تصویب پیش‌نویس قانون اساسی انجام شد که در آن قره‌باغ کوهستانی به عنوان دولت حاکم شناخته شد. جمهوری آذربایجان این رفراندوم را محکوم کرد و آن را اقدامی برخلاف قانون اساسی دانست که به پروسهٔ صلح آسیب می‌زند.
این همه‌پرسی مورد تأیید ۹۹/۲۸ درصد از رأی‌دهندگان قرار گرفت و ۸۷ درصد از واجدین شرایط در آن شرکت کردند.

## نتایج همه‌پرسی
| انتخاب                  | رأی‌دهندگان | درصد  |
| ----------------------- | ---------- | ----- |
| موافق                   | ۷۷۲۷۹      | ۹۹/۲۸ |
| مخالف                   | ۵۵۴        | ۰/۷۲  |
| آرای باطله              | ۵۵۶        | -     |
| مجموع                   | ۷۸۳۸۹      | ۱۰۰   |
| شرکت‌کنندگان در انتخابات | ۹۰۰۷۷      | ۸۷/۰۲ |
| منبع: دایرکت دموکراسی   |            |       |